# Tetlatlahuca (kommun)
Tetlatlahuca är en kommun i Mexiko.   Den ligger i delstaten Tlaxcala, i den sydöstra delen av landet, 90 km öster om huvudstaden Mexico City. Antalet invånare är 12 410.
Följande samhällen finns i Tetlatlahuca:
- Tetlatlahuca
- Santa Cruz Aquiahuac
- Santa Ana Portales
- Santa Cruz Capulinares